# Coelinidea minnesota
Coelinidea minnesota är en stekelart som beskrevs av Riegel 1982. Coelinidea minnesota ingår i släktet Coelinidea och familjen bracksteklar. Inga underarter finns listade i Catalogue of Life.